# Vítor Huvos
Vítor Gialorenco Huvos (n. 8 iulie 1988) este un jucător de fotbal brazilian care evoluează la clubul Bahrain SC. Anterior a jucat în Spania la Atlético de Madrid B și la Universitatea Cluj.